# Kęszyca
Kęszyca is een plaats in het Poolse district  Międzyrzecki, woiwodschap Lubusz. De plaats maakt deel uit van de gemeente Międzyrzecz en telt 667 inwoners.
De plaats lag tot 1945 in Duitsland en heette toen Kainscht (ook Kainsch of Kainsche). In de Tweede Wereldoorlog was het een centraal punt in de Oder-Warthe-stelling of Ostwall. Dat was een Duitse verdedigingslinie 150 km ten oosten van Berlijn, die in 1934-1938 was gebouwd en in 1944 sterk werd uitgebreid in verband met de naderende opmars van het Rode Leger. Met het oog op de versterkingswerkzaamheden verrees 2 km westelijk van Kęszyca het kamp Kęszyca Leśna. Ondanks alle versterkingen is de linie begin 1945 binnen zeer korte tijd (28-31 januari 1945) veroverd door het Rode Leger.